# إرهاب 94 (فلم)
إرهاب 94 (بالإنجليزية: 94 Terror)، هُو فيلم دراما حربية أوغندي صدر سنة 2018 ويتناول حادثة الإبادة الجماعية في رواندا لسنة 1994.

## وصلات خارجية
- مقالات تستعمل روابط فنية بلا صلة مع ويكي بيانات